# المسلة البابلية
المسلة البابلية في قلعة السلع التاريخية، جنوبي الطفيلة، الأولى من نوعها في الأردن لملك بابلي، أرخت للفترة الزمنية ما بين عامي (555 -930 ق.م) يحمل في يديه الصولجان، في القلعة التي يرجع تاريخها إلى العصر الحديدي.

## المسلة البابلية في التاريخ
- قال الباحث في اثار وتاريخ الأردن د.زيدون المحيسن:

ان المسلة نحتت على صخرة في مرتفع شاهق على الواجهة الجنوبية الشرقية من القلعة سويت بابعاد مساحتها ستة امتار مربعة إلى جانبها ثلاثة رموز دينية وكتابات تعود إلى عصر ما بين النهرين،
لا زال من الصعب التعرف عليها وأضاف في تصريح لـ«الرأي» ان أول من تعرف على النحت، الجامعي د.حمد القطامين من جامعة مؤته عام 1996، قام معهد الآثار الفرنسي بعد ذلك،
بمعاينة الموقع من خلال فريق من المختصين في تسلق الجبال قاموا بدراسة المسلة في ذلك المكان الاستراتيجي البارز في أحد واجهات قلعة السلع.
وقال انها نحتت على الصخر الرملي التابع لسلسلة جبال الشراة تتجه إلى الجنوب الشرقي من الجبل بارتفاع من الأسفل يصل قرابة (35) مترا ومن قمة القلعة باكثر من عشرة امتار يبلغ طول المنحوتات ثلاثة أمتار بارتفاع مترين يمكن للناظر رؤيتها على بعد أكثر من (200) متر افقي من الجهة
المقابلة، وقال ان وقفة التمثال في المسلة توحي بالعظمة والشموخ
لكن النقش تعرضت أجزاء منه للعبث من خلال إطلاق عيارات نارية من بعيد، فيما الصورة المنحوتة، هي للملك البابلي «نبو نيد / نابونوئيد».
الذي يعتقد أنه كان متجها من بلاد ما بين النهرين إلى الجزيرة العربية في إحدى حملاته، وجد من المناسب بعد اخضاع تيماء، الاتجاه إلى الشمال، طلبا للرعي والخصب، ليستقر في مناطق آدوم التي تحتل بصيرا عاصمتهم وفي «سلع» وخربة الذريح وتل الخليفة في خليج العقبة، وأشار إلى أن تاريخ النقش يعود إلى الفترة ما بين (555 930 - قبل الميلاد)، عليه إشارات للقمر وللشمس ونجمة ما يشكل عددا متكاملا من الأرقام يدلل على أن البابليين استعملوا العدد (3) فيما استخدم الاشوريون الاعداد من (5-8) لهذا النقش البابلي الاصل، الذي يعود إلى فترة الحكم العائدة للتاريخ المذكور ما يدلل على أهمية النقش والمسلة في منطقة السلع، وقال ان الملك المذكور يحمل في يديه الصولجان دلالة على الملكية، وهو يشابه المسلة التي وجدت في حران في السعودية.